# Monique Cecconi-Botella
Monique Cecconi-Botella (auch: Monic Cecconi-Botella; * 30. September 1936) ist eine französische Komponistin und  Musikpädagogin.

## Leben
Cecconi-Botella studierte am Pariser Konservatorium Komposition bei Jean Rivier und Henri Dutilleux, Kontrapunkt und Fuge bei Simone Plé-Caussade und Harmonielehre bei Maurice Duruflé. 1966 gewann sie den Grand Prix de Rome. Von 1973 bis 1975 war sie Mitarbeiterin der Konzertorganisation Itinéraire, danach unterrichtete sie Harmonielehre, Kontrapunkt und Fuge am Konservatorium von Aubervilliers. 1982 wurde sie Professorin für Musikanalyse am Pariser Konservatorium.
Neben kammermusikalischen und sinfonischen Werken komponierte Cecconi-Botella mehrere Opern, darunter Noctuaile, die den Großen Preis der Académie du Disque français et du Film Musical erhielt, Il signait...Vincent über das Leben Vincent van Goghs und die Kinderopern Operaclown, Pirlipipi und Le triangle de cristal.

## Werke
- 3 Inventions a 3 voix pour 3 Instruments für Flöte, Cello und Klavier
- Franchises für Klaviertrio
- Silences für Oboe, Klarinette, Saxophon und Fagott
- ...d’Ailleurs für zwei Ondes Martenot, elektrische Gitarre und Schlagzeug
- Et la Mer, au Matin für Mezzosopran, Flöte, Klarinette, Cello und Klavier nach Gedichten von Victor Hugo und Arthur Rimbaud
- Argile für Soloperkussion und Streichorchester
- Imaginaires für sechs Perkussionisten und Tänzer
- Ellipseis für Klavier
- Castafioritures für Ondes Martenot
- Solitaires Bis für präpariertes Cello und Regisseur
- Miremiroirs für Cello mit oder ohne Klavier
- Impromptu für Oboe und Cembalo
- Conte Glace für Cembalist und Erzähler (Texte von Jacques Sternberg)
- Chansons du Jour et de la Nuit für Sopran und Klavier nach Gedichten von Philippe Soupault
- Trois Melodies für Sopran und Klavier nach Gedichten von Rutebeuf und Charles d’Orleans
- Bestiaire Imaginaire für Countertenor und Klavier nach Gedichten von René David
- Le Catiminou, Kinderstück für Violine
- Flute et Zut et Flute, vier Kinderstücke für Flöte
- Pirlipipi, Kinderoper nach einem Libretto von Pierre Gripari
- Operaclown, Kinderoper nach einem Libretto von René Pillot
- Le Gollum, Micropéra nach einem Buch von Françoise Arquetout
- Le Triangle de Cristal, fantastische Oper, Libretto von F. Arquetout nach Maurice Maeterlinck
- La Chevre Amarante, sinfonisches Stück, Hommage an Ravel, UA 1997
- Il etait une fois l’ete, Musik für eine imaginäre Oper
- 27 Juillet 1890 für Blasorchester
- Cantate pour les Nouveaux Temps nach einem Text von Arielle Fanjas
- Il signait...Vincent, Oper nach einem Libretto von Jacques Unal
- La Femme de l’Ogre, Opernerzählung nach einem Libretto von Pierrette Fleutiaux
- Noctuaile, Oper, UA 1984
- Concertino für Fagott und Klavier
- Ariette für Saxophon und Klavier
- Jeux für zwei Flöten
- Histoire brève für Kontrabass und Klavier
- Cinq et Trois, Lamento für Cello und Klavier
- Scherzetto für Horn und Klavier
- Dialogue für Kontrabass und Klavier
- Cérémonie für Viola und Klavier
- Un Medicament, Chanson nach einem Text von Vincent Tavernier
- De Saturne a Jupiter, Chanson nach V. Tavernier